# Nevogilde (Vila Verde)
Nevogilde is een plaats (freguesia) in de Portugese gemeente Vila Verde en telt 319 inwoners (2001).